# وینسنت (کالیفرنیا)
وینسنت (به انگلیسی: Vincent) یک منطقهٔ مسکونی در ایالات متحده آمریکا است که در شهرستان لس‌آنجلس، کالیفرنیا واقع شده‌است. وینسنت ۳٫۸۰۹ کیلومتر مربع مساحت و ۱۵٬۹۲۲ نفر جمعیت دارد و ۹۸۳ متر بالاتر از سطح دریا واقع شده‌است.